# Алидози, Бертрандо
Бертрандо Алидози (Bertrando Alidosi) (ум. 12 ноября 1391) — сеньор Имолы в качестве папского викария с 1372.
Сын Роберто Алидози. После его смерти (1362) сеньором Имолы провозгласил себя Аццо - старший сын. Бертрандо тоже предъявил претензии на власть. Дело дошло до вооружённого столкновения. В ответ папский легат кардинал Альборнос арестовал обоих братьев, назначив капитаном города Тониоло Бентивогли. Вскоре папа Урбан V освободил пленников, они вернулись в Имолу и стали править вместе. 
В 1365 г. Бертрандо получил в управление Кастель дель Рио, Монте дель Пино и Кастильоне.
В 1372 г. Аццо умер, и Бертрандо Алидози стал единовластным сеньором Имолы.
В 1376 году вступил в возглавляемую флорентийцами антипапскую лигу, но участия в боевых действиях не принимал. В следующем году помирился с папой и получил подтверждение своего викариата.
После 1378 в ходе церковного раскола оставался верен Урбану VI.

Жена — Элиза Тарлати, дочь Мазо Тарлати, сеньора Пьетрамалы, сестра кардинала Галеотто Тарлати. Старший сын и наследник — Людовико (Луиджи) Алидози, второй сын — Липпо, третий - Джованни, римский сенатор. Дочь — Ренгарда, в 1391—1398 жена Андреа Малатеста, правителя Чезены (развёлся с ней, обвинив в супружеской измене).